# Ситно (гміна)
Гміна Ситно (пол. Gmina Sitno) — сільська гміна у східній Польщі. Належить до Замойського повіту Люблінського воєводства.
Станом на 31 грудня 2011 у гміні проживало 6842 особи.

## Площа
Згідно з даними за 2007 рік площа гміни становила 112.07 км², у тому числі:
- орні землі: 83.00 %
- ліси: 11.00 %

Таким чином, площа гміни становить 5.99 % площі повіту.

## Населення
Станом на 31 грудня 2011:
| Опис     | Загалом | Загалом | Чоловіки | Чоловіки | Жінки | Жінки |
| -------- | ------- | ------- | -------- | -------- | ----- | ----- |
| одиниця  | осіб    | %       | осіб     | %        | осіб  | %     |
| все      | 6842    | 100     | 3416     | 49.93    | 3426  | 50.07 |
| міське   | 0       | 100     | 0        |          | 0     |       |
| сільське | 6842    | 100     | 3416     | 49.93    | 3426  | 50.07 |

## Сусідні гміни
Гміна Ситно межує з такими гмінами: Грабовець, Комарів-Осада, Лабуне, Мячин, Скербешів, Замостя.